# NGC 250
NGC 250 (również PGC 2765 lub UGC 487) – galaktyka soczewkowata (S0-a), znajdująca się w gwiazdozbiorze Ryb. Odkrył ją Lewis A. Swift 10 listopada 1885 roku.